# إكس مراتي (فلم)
X مراتي هو فيلم كوميدي مصري، عرض في 24 يوليو 2024 في مصر، وفي بقية الدول العربية في 31 يوليو 2024. حقق الفيلم في مصر إيرادات بلغت 92,500,304 جنيه مصري، وحقق في المملكة العربية السعودية إيرادات بلغت 20.4 مليون ريال سعودي (5.4 مليون دولار). بينما حقق إيرادات بلغت 1,600,330 دولار أمريكي في الإمارات.
الفيلم من إخراج معتز التوني، وتأليف أحمد عبد الوهاب وكريم سامي، ومن بطولة محمد ممدوح، وهشام ماجد، وأمينة خليل.

## ملخص القصة
تدور أحداث الفيلم في إطار اجتماعي كوميدي، حيث طبيب الأمراض النفسية يوسف الذي يتولى إصدار تقرير نفسي عن المجرم الخطير طه حتى يتم الإفراج عنه من السجن، ويكتشف أنه طليق زوجته سحر ووالد ابنها.

## طاقم العمل

### طاقم التمثيل
| - هشام ماجد: د. يوسف - محمد ممدوح: طه - أمينة خليل: سحر - سوستة - محمد أوتاكا: شندي - ريمون توفيق: سليم | - ألفت إمام: سماح - أم يوسف - عماد رشاد: حسين بكر - أبو يوسف - خالد كمال: عربي - علي صبحي: هولاكو | - مصطفى غريب: نظمي - حمزة العيلي: بلاطة - المطرب: مسلم |

بالإشتراك مع:  أشرف ديزل - مي عبد اللطيف - ناني سعد الدين - نهى علاء - داليا الخولي - هالة سمير - إسراء هاشم - نشوى عمران - عمرو عابدين - محمود طلعت - صبحي الحجار

### الإداريون
- مي جلال: تصميم ملابس وستايلست
- رفعت عبد الحكيم: منفذ الملابس
- محمد مدحت: موسيقى تصويرية
- مسلم: غناء - أغنية وحش
- كريم سامي: مؤلف
- أحمد عبد الوهاب: مؤلف
- أحمد جبر: مدير التصوير
- فادي الصاوي: Free Fly
- معتز التوني: مخرج
- أحمد سمير: مهندس صوت